# 인코그니토 (밴드)
인코그니토(Incognito)는 영국의 애시드 재즈 그룹이다. 1981년에 낸 데뷔 앨범 ⟪Jazz Funk⟫부터, 가장 최근인 2016년 6월에 낸 ⟪In Search of Better Days⟫까지, 총 17장의 앨범을 발표했다.